# Direito do trabalho na Venezuela
O Direito do trabalho na Venezuela é o ramo do direito venezuelano que regula as relações jurídicas entre o empregador e os empregados bem como a atividade dos sindicatos e a atuação do Estado.
Entende-se por trabalho toda atividade realizada pelo homem, seja através de um esforço físico ou intelectual, dirigida à produção, modificação ou transformação de bens e serviços, que reúna as seguintes características:  alienação (os frutos do trabalho são para outro), dependência (por conta alheia) e retribuição (a mudança de um salário).
Seu âmbito de aplicação rege a toda pessoa natural ou jurídica que trabalhe na Venezuela, sem importar sua nacionalidade, bem como o trabalhador que tem sido contratado no exterior (se este tem sido contratado em Venezuela). As forças armadas e os servidores públicos públicos, não entram no regime trabalhista já que estas possuem suas próprias leis especiais.
Quanto a suas autoridades competentes, todo o referente a disposições em matéria trabalhista é competência exclusiva da Assembleia Nacional ou o Poder Executivo Nacional.

## História
O direito trabalhista venezuelano propriamente dito nasce com a promulgação da primeira lei do trabalho no dia 23 de julho de 1928, que permitiu superar as disposições do Código civil sobre o arrendamento de serviço que regia as relações trabalhistas, sendo fortalecida com a lei do trabalho do 16 de julho de 1936, a qual estabeleceu um conjunto substantivo de normas para regular os direitos e obrigações derivados do fato social do trabalho.

### Constituição
- Art. 87: Inclui o direito ao trabalho.
- Art. 88: Inclui a igualdade de gênero no exercício do direito de trabalho.
- Art. 89: Inclui a proteção conferida pelo Estado para trabalhar, bem como as condições materiais, morais e intelectuais dos trabalhadores. Além disso, promove o modelo social de Direito como modelo das relações trabalhistas.

### Tratados internacionais
Os Tratados Internacionais assinados pelo Estado Venezuelano são fonte de direito na Venezuela. No âmbito trabalhista cabe destacar os tratados da Organização Internacional do Trabalho, bem como, em aplicação subsidiaria os direitos fundamentais reconhecidos em várias cartas de direitos como a Declaração Universal dos Direitos Humanos.